# Castro del Pico del Hacha
El castro del Pico del Hacha es un poblado castreño cántabro localizado en las inmediaciones de Seña (Limpias), cerca de Laredo, e identificado como tal por el Servicio de Patrimonio (I. Castanedo Tapia) en junio de 2000. El lugar está ocupado por una serie de antenas que han provocado la destrucción de gran parte del yacimiento, instaladas en 1999.
Se trata de un recinto amurallado que ronda las 2 hectáreas de superficie y data de la Edad del Hierro. En él se han encontrado fragmentos de molinos de mano barquiformes concebidos en piedra arenisca y otras herramientas protohistóricas.